# Foskros
Foskros är en by i Älvdalens kommun och ligger cirka 18 km norr om Idre vid Storån (Österdalälven). En stor del av byn utgörs av fritidshusområdet Foskros fjällby som började byggas på 1960-talet.
Foskros gränsar i väster mot naturreservatet Långfjället.